# Bob Drake
Bob Drake, né le 14 décembre 1919 à San Francisco (Californie) et mort le 18 avril 1990 à Los Angeles (Californie), est un ancien restaurateur, cascadeur et pilote automobile américain. Il courut principalement en endurance sur la côte ouest des États-Unis, dans les années 1950 et au début des années 1960, remportant quelques succès au volant d'une Maserati Birdcage. En 1960, il participa au Grand Prix des États-Unis sur une Maserati 250F, se classant treizième de l'épreuve. Ce fut son unique participation à une manche de championnat du monde de Formule 1.